# Tomasz Peta
Tomasz Bernard Peta (ur. 20 sierpnia 1951 w Inowrocławiu) – polski duchowny rzymskokatolicki, administrator apostolski Astany w latach 1999–2003, arcybiskup metropolita Astany od 2003, przewodniczący Konferencji Episkopatu Kazachstanu w latach 2003–2015.

## Życiorys
Urodził się 20 sierpnia 1951 w Inowrocławiu, gdzie ukończył I Liceum Ogólnokształcące im. Jana Kasprowicza. Po ukończeniu seminarium duchownego w 1976 w Gnieźnie przyjął święcenia prezbiteratu z rąk kardynała Stefana Wyszyńskiego – prymasa Polski.
W 1990 wyjechał do Kazachstanu jako misjonarz i został proboszczem parafii pw. Matki Bożej Królowej Pokoju w Oziornoje. Funkcję tę pełnił do 1999 roku.
7 lipca 1999 został administratorem apostolskim w Astanie, a 15 lutego 2001 został mianowany biskupem tytularnym Bendy. Święcenia biskupie otrzymał 19 marca 2001 w bazylice św. Piotra na Watykanie. Głównym konsekratorem był papież Jan Paweł II, a współkonsekratorami kardynał Angelo Sodano – sekretarz stanu Stolicy Apostolskiej i Giovanni Battista Re – kardynał prefekt Kongregacji ds. Biskupów.
17 maja 2003 papież Jan Paweł II po zmianie struktury katolickich diecezji kazachstańskich. Astańska administratura apostolska została podniesiona do godności archidiecezji i tym samym bp. Tomasz Peta, został arcybiskupem metropolitą nowo utworzonej archidiecezji Najświętszej Maryi Panny w Astanie.
W latach 2003–2015 przez dwie kadencje pełnił funkcję przewodniczącego Konferencji Episkopatu Kazachstanu.
5 maja 2008 roku został członkiem Kongregacji ds. Duchowieństwa.
W 2011 był współkonsekratorem podczas sakry biskupa diecezjalnego Ałmaty José Luísa Mumbieli Sierry, a także administratora apostolskiego Atyrau Adelia Dell’Oro (2013).
1 marca 2019 wziął udział w wizycie ad limina apostolorum w Watykanie z papieżem Franciszkiem wraz z biskupami Kazachstanu, oraz przedstawicielami Kościoła z Azji środkowej.

## Odznaczenie
- Krzyż Oficerski Orderu Zasługi Rzeczypospolitej Polskiej (2016)[5][6]
- Medal „Milito Pro Christo” (2023)[7]